# ISO 20700
La norma internazionale ISO 20700 Guidelines for management consultancy services in italiano Linea guida per i servizi di consulenza di management, fornisce orientamenti alle organizzazioni, indipendentemente dalla loro attività o dimensione, sulla gestione dei servizi di consulenza di management.
Questo standard è stato sviluppato dal comitato di progetto ISO/PC 280.

## Storia
Lo standard è stato sviluppato da ISO PC 280 con segreteria tecnica italiana dell'UNI, che ha iniziato il lavoro a Milano nel Febbraio 2014.
La prima edizione di ISO 20700 è stata pubblicata il 1º Giugno 2017.
il 6 giugno 2018 a Vienna nell'ambito dell'"International Consultants Day 2018: Shining a Light on Management Consulting", con un evento internazionale al quale hanno partecipato rappresentanti di tutti i continenti, è stato celebrato il primo anniversario della pubblicazione della ISO 20700.
il 5 settembre 2018 è stata recepita in Europa con l'identificativo EN ISO 20700:2018, sostituendo la precedente EN 16114:2011 che è stata ritirata.
Nel corso del 2018 UNI ha pubblicato la versione italiana come UNI EN ISO 20700.

## Cronologia
| Anno | Descrizione |
| ---- | --- |
| 2011 | EN 16114 nasce in Europa dal Comitato europeo di normazione (CEN) con il titolo "Management consultancy services" in italiano "servizi di consulenza di management," che sarà base per sviluppare la ISO 20700 |
| 2017 | ISO 20700 (1ª Edizione) |

## Principali requisiti dello standard
La norma ISO 20700:2017 adotta la struttura con la seguente ripartizione:
- 1 Campo di applicazione
- 2 riferimenti normativi
- 3 Termini e definizioni
- 4 Princìpi
- 5 Fase contrattuale
- 6 Fase di esecuzione
- 7 Fase di chiusura